# Leonard Wood
Leonard Wood, född den 9 oktober 1860 i Winchester, New Hampshire, död den 7 augusti 1927 i Boston, var en amerikansk läkare, yrkesmilitär och författare. Wood var USA:s arméstabschef 1910-1914 och Filippinernas generalguvernör 1921-1927.

## Biografi
Wood blev medicine doktor 1884 och ordinarie militärläkare 1891. Han blev vid utbrottet av spansk-amerikanska kriget 1898 överste och chef för det av honom och Theodore Roosevelt uppsatta volontärregementet Rough Riders. Samma år blev han brigadgeneral vid volunteers. Åren 1899–1902 var han militärguvernör över Kuba. År 1903 blev han generalmajor i armén och guvernör över provinsen Moro på Filippinerna samt 1906 militärbefälhavare på ögruppen (Commander of the Philippines division). Från 1910 till 1914 var han USA:s arméstabschef, varefter han blev chef för östra arméfördelningen (Eastern division). Under första världskriget gjorde han sig känd som framgångsrik organisatör av nyuppsatta truppförband. 
År 1920 var han Hardings medtävlare om den republikanska presidentkandidaturen. År 1921 blev han generalguvernör över Filippinerna, en post som han hade fram till 1927. 
Wood skrev bland annat The military obligation of citizenship (1915), Our military history, its facts and fallacies (1916) och Universal military training (1917).
1940 namngavs militärbasen Fort Leonard Wood i Missouri efter honom.